# جياني أنطونيازي
جياني أنطونيازي هو لاعب كرة قدم سويسري في مركز الدفاع، ولد في 5 سبتمبر 1998 في غلاروس في سويسرا.

## وصلات خارجية
- جياني أنطونيازي على موقع قاعدة بيانات كرة القدم.إي يو (الإنجليزية)
- جياني أنطونيازي على موقع عالم كرة القدم.نت (الإنجليزية)